# Gelnica
Gelnica (în germană Göllnitz, în maghiară Gölnicbánya) este un oraș din regiunea Košice, Slovacia, reședință a districtului cu același nume.

## Demografie
| An:                | 1994 | 2004   | 2014   | 2024   |
| ------------------ | ---- | ------ | ------ | ------ |
| Număr de persoane: | 6366 | 6213   | 6163   | 5775   |
| Diferență:         |      | −2,40% | −0,80% | −6,29% |

| An:                | 2023 | 2024   |
| ------------------ | ---- | ------ |
| Număr de persoane: | 5807 | 5775   |
| Diferență:         |      | −0,55% |